# 兵器裝備集團財務
兵器裝備集團財務有限責任公司（简称兵器裝備集團財務），中國兵器裝備集團旗下公司，总部位于中国北京市，是在2005年成立，提供资金管理和金融服务的非银行金融机构。
其主要業務提供信贷、担保、结算、委托贷款及委托投资、票据承兑与贴现、融资租赁、信用鉴证、保险代理、财务顾问、信贷、消费信贷、融资租赁、有价证券投资、同业拆借、承销成员单位的企业债券等。現任董事长李守武，總經理王晓翔。